# Erzeberg (Sand)

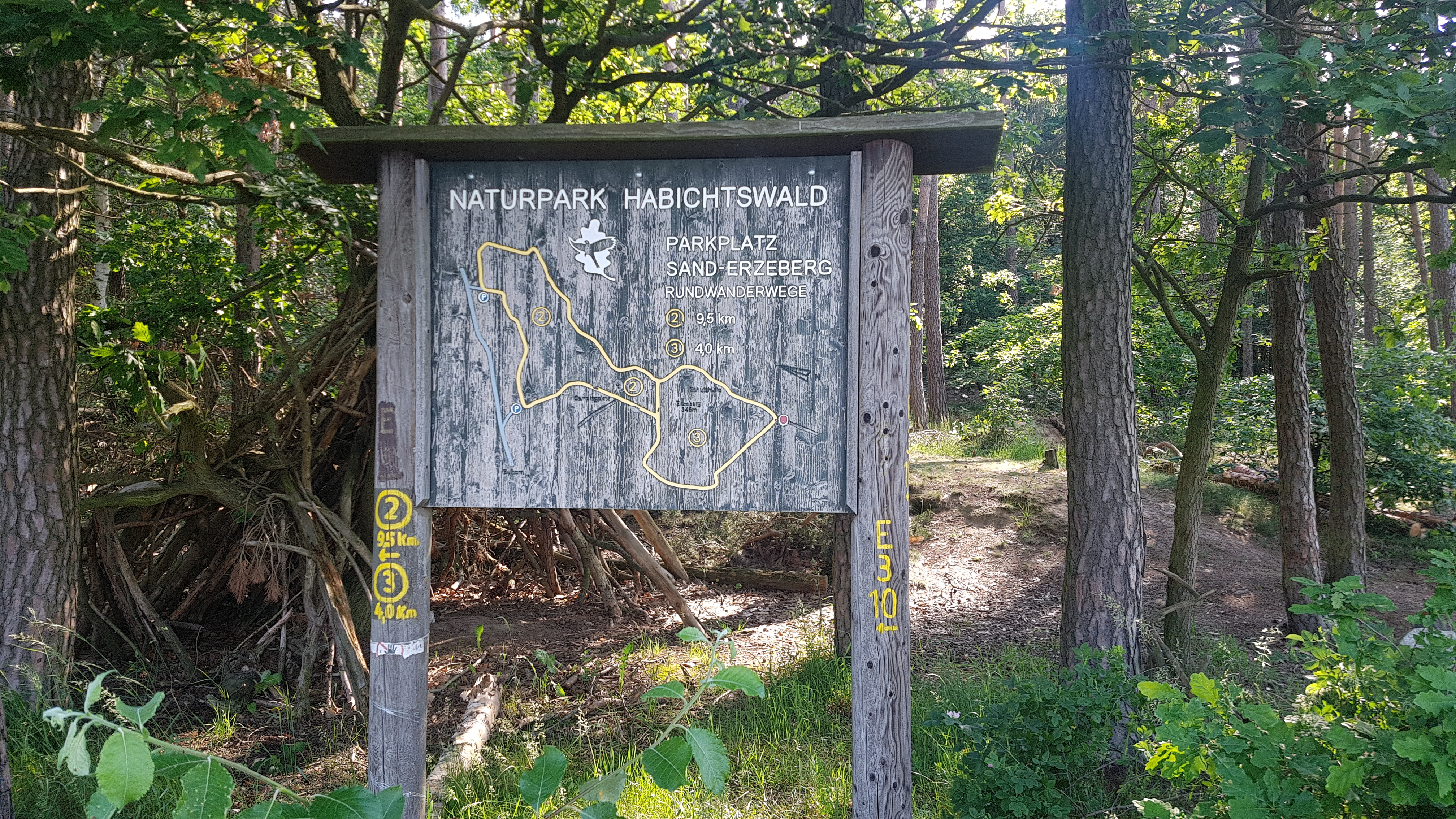
Wandertafel am Erzeberg bei Bad Emstal Sand

Der Erzeberg ist eine 436,7 m ü. NHN hohe und nahezu vollständig bewaldete Basaltkuppe im Habichtswälder Bergland. Er erhebt sich in der Gemarkung von Sand, dem Verwaltungssitz der Gemeinde Bad Emstal im nordhessischen Landkreis Kassel, Deutschland.

## Geographie

### Lage
Der Erzeberg befindet sich im Naturpark Habichtswald, im Südteil der Hinterhabichtswälder Kuppen, zwischen den Bad Emstaler Ortsteilen Sand im Süden und Balhorn im Nordwesten. 
Ein Ausläufer des Bergs endet etwa 900 m südöstlich seines Gipfels in dem kleinen Basaltkegel des Lauseküppel (375,7 m). Über den etwa 350 m hohen Sattel zwischen Hauptgipfel und Lauseküppel verläuft ein Teilabschnitt des Habichtswaldsteigs, des Streckenwanderwegs von Zierenberg im Habichtswald nach Hemfurth-Edersee an der Edertalsperre, mit dem Wandererparkplatz Erzeberg.
Im etwas weiteren Umkreis erheben sich die Berge Remmenhausener Kopf (427,6 m) im Nordosten, Falkenstein (461,9 m) mit der Burgruine Falkenstein im Osten, Altenburg (450,7 m) im Südosten, Emser Berg (446,5 m) im Südsüdosten (alle zu den Hinterhabichtswälder Kuppen zählend), Kuhberg (403,9 m) im Südsüdwesten und Wartberg (430,8 m) im Südwesten (beide Teil der Ostwaldecker Randsenken).
Der an der Nordflanke des Erzebergs entspringende Fischbach umfließt ihn im Norden und Westen und mündet dann in Sand in den Eder-Nebenfluss Ems.
Der Abschnitt von Sand nach Balhorn der Bahnstrecke Kassel–Naumburg, auf der seit 1992 der Hessencourrier eine Museumseisenbahn betreibt, tangiert den Fuß des Bergs im Westen im Tal des Fischbachs.
Die Bundesstraße 450 von Fritzlar im Süden nach Wolfhagen im Norden verläuft entlang seiner Westflanke.

### Naturräumliche Zuordnung
Der Erzeberg gehört in der naturräumlichen Haupteinheitengruppe Westhessisches Berg- und Senkenland (Nr. 34) und in der Haupteinheit Habichtswälder Bergland (342) zur Untereinheit Hinterhabichtswälder Kuppen (342.2). Zugleich bildet er die nördliche Begrenzung der Sander Kammer (341.43), Teil der Naumburger Senken und Rücken (341.4) in den Ostwaldecker Randsenken (341), einer Buntsandsteinmulde zwischen Erzeberg, Wartberg, Falkenstein und Emser Berg.